# Autoekspozycja
Autoekspozycja, ekspozycja automatyczna – ogólne określenie trybów pracy aparatu fotograficznego, w których następuje automatyczne zsynchronizowanie wartości otwarcia przysłony i czasu migawki w celu uzyskania prawidłowej ekspozycji.

## Rodzaje autoekspozycji
- automatyczne dobieranie czasu migawki do ręcznie ustawianego otwarcia przysłony
- automatyczne dobieranie otwarcia przysłony do ręcznie ustawianego czasu migawki
- automatycznie dobieranie przez aparat obu parametrów, najczęściej według jednego z programów tematycznych

Istnieje również pojęcie ekspozycji półautomatycznej, w której oba parametry ustawiane są ręcznie według wskazań aparatu.